# روث غولر
روث غولر (بالإنجليزية: Ruth Guler)‏ (من مواليد 8 نوفمبر / تشرين الثاني 1930 - والمُتوفاة في 10 فبراير / شباط 2015) هي متزلّجة سويسرية وصاحبة فندق ويينج في منتجع كلوسترز للتزلج في سويسرا. يزور فندقها بانتظام أفراد العائلة المالكة البريطانية.

## سيرتها الذاتية
وُلدت وتربّت غولر في كلوسترز، وكان والديها يملكان فندق ويينجWynegg. تعلمت غولر الإنجليزية في إحدى مدارس اللغة البريطانية وعملت كمساعدة في أحد البيوت قبل أن ترث إدارة الفندق بعد وفاة والدها. كانت غولر هي العضو الأنثى الوحيدة في مدرسة التزلج المحلية في أوائل الخمسينات من القرن الماضي وشاركت بانتظام في أحداث سرية من الدرجة الأولى، واستمتعت بمشاهدة السباق في رويال أسكوت. كانت تربط غولر صداقة بالعائلة المالكة، وخاصة الأمير تشارلز والأميرة ديانا الانين استمتعا بالبقاء في فندق ويينج Wynegg، وقاموا بتعليم تشارلز كيفية التزلج.i
كانت غولر معروفة بنهجها غير المنطقي لإدارة الفنادق، حيث وصفها الكاتب المسرحي روبرت جوزيف بأنها «شبيهة بالمغنية». احتفظت غولر بالمرافق الأساسية في الفندق وطبّقت نظامًا صارمًا كانت توبخ من خلال الضيوف الذين يصلون إلى الفندق ولا زال الثلج على أحذيتهم، زكانت تطلب منهم تنظيفها في الخارج. أخرجت غولر نزلاء الفندق السُكارى إلى الشارع ذات مرة، كما رفضت إعطاء زوجين حديثين سرير مزدوج، قائلةً «أنتم لست هنا للنوم؛ أنتم هنا للتزلج». قالت الصحفية والباحثة الاجتماعية تارا بالمر تومكينسون أن غولر كان تدير الفندق مثل مدرسة داخلية، حيث كانت توقظ النزلاء من السرير في الثامنة صباحاً قائلةً «هيا، استيقظوا!». وعلى الرغم من أن العائلة المالكة كانت تنزل بفندق ويينج بانتظام، إلا أنهم لم يُعاملوا بأي نوع من الاختلاف عن أي نزيل آخر، قائلةً «وإلا، فإنهم سيُقوضون نظام المكان». كانت غولر تحب إحساس الفكاهة البريطاني، ولا سيما تلك الخادشة للحياء، وعلى الرغم من مطالبها الصارمة، إلا أنها كانت مشهورةً بذلك لدى النزلاء بما في ذلك العائلة المالكة.
تقاعدت غولر من إدارة فندق ويينج في عام 2013 بسبب اعتلال صحتها، تاركًا الطريق إلى ثلاثة من السكان المحليين، وهو خيار شائع في كلوسترز. تُوفيت غولر في 10 فبراير عام 2015، دون أن تتزوج قط وبدون أن تُنجب أطفال.